# Cyrtodactylus robustus
Cyrtodactylus robustus là một loài thằn lằn trong họ Gekkonidae. Loài này được Kraus mô tả khoa học đầu tiên năm 2008.